# Міріам Драгіна
Міріам Драгіна (нар. 21 лютого 1984, Київ, Українська РСР, СРСР) — українська журналістка, поетка, письменниця, радіоведуча, сценаристка, засновниця Kyiv Market та UX-дизайнерка.

## Життєпис
Міріам Драгіна народилася 1984 року в Києві на Гончарівці. З дитинства навчалася грі на віолончелі в музичній школі та в мистецькій студії Будинку художника. У 9-річному віці переїхала до Франції в рамках діяльності організації «Діти Чорнобиля». Певний час мешкала в родині французів з Ельзасу, а також відвідувала місцеву школу. Зріднилася з цією французькою сім'єю, тому приїжджала до них знову і знову, залишаючись надовго. Закінчила Київську загальноосвітню школу із золотою медаллю та вступила до Київського національного університету імені Тараса Шевченка, де здобула другий (магістерський) освітній ступінь за спеціальністю російська філологія та літературознавство. Вона також отримала диплом журналіста в Національному університеті «Києво-Могилянська академія». 
Міріам Драгіна відразу почала працювати за фахом: кореспонденткою та редакторкою (загалом понад 15 років). Одночасно, у 2012—2014 роках співпрацювала з рекламною агенцією «Федорів». У 2014 році розпочала кар'єру авторки та ведучої на «Радіо Аристократи». Зокрема, була радіоведучою програм «Шоу Міріам Драгіної», «Млява ніч». В цих та інших радіопередачах намагалася популяризувати науку та організовувати науково-популярні заходи. 2016 року Драгіна долучилася до проєкту популяризації науки «Brain&Ukraine», тому що завжди з великою повагою ставилася до процесу навчання, до нових знань. З 2017 року обіймала посаду радіоведучої інформаційно-аналітичних програм «Цією людиною був Альберт Ейнштейн», «Маніпуляції» та, згодом, продюсерки на Радіо «Громадське».
Міріам Драгіна відома тим, що вміє професійно оповідати історію іншим людям, іноді використовуючи імпровізацію, театралізацію чи перебільшення (сторітелінг), зокрема, під час вироблення досвіду використання продуктів ІТ. З 2019 року Міріам Драгіна працює UX/UI дизайнеркою в сфері інформаційних технологій. Вона також обіймає посаду головної редакторки платформ popsci та Brain, а також викладає в медіа-школі Kyiv Screen.

## Літературна діяльність
Міріам Драгіна почала писати вірші з трьохрічного віку. Вона неодноразово брала участь у міжнародному поетичному фестивалі Meridian «Czernowitz», у літературній резиденції «Babelsprech», а також у літературних вечорах «Haus für Poesie» у Берліні та міжнародної неурядової організації Фонд «Відкритий діалог» (ФВД) у Варшаві. Авторка численних оповідань та віршів на науково-популярну тематику українською та російською мовами. Ці тексти публікуються в ряді міжнародних періодичних видань і збірників і, зокрема, перекладені німецькою, шведською, французькою та польською мовами.

## Визнання
Міріам Драгіна є входить до спільноти Інституту Аспена. Вона обрана до журі Премії Presszvanie Ukrainian Media Prize та Міжнародної федерації журналістів.

## Особисте життя
Одружена. У шлюбі 2005 року народила доньку Олександру.